# Kerék

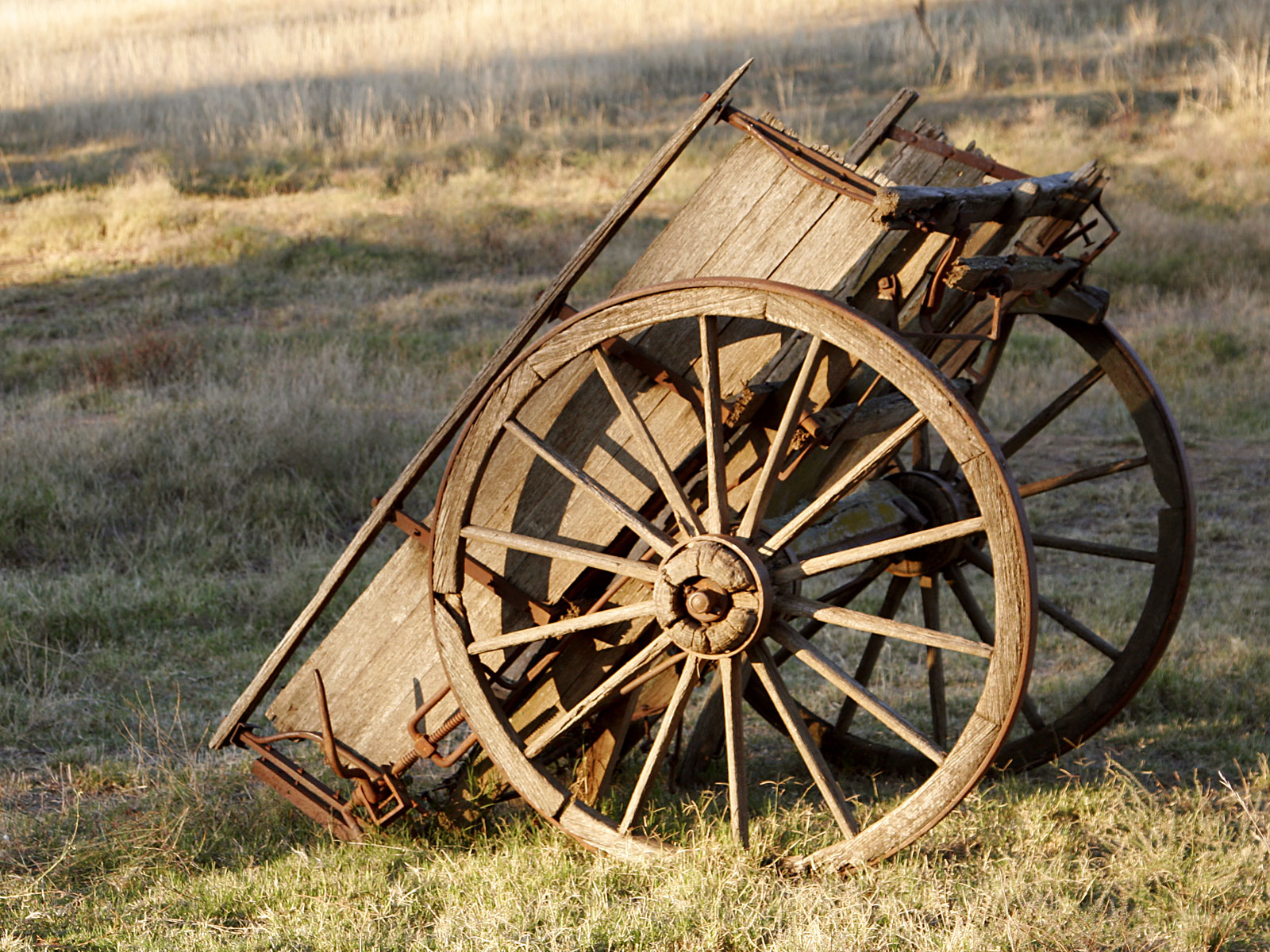
Kerék egy szekéren

A kerék egy forgástest alakú szerkezet, amely alkalmas a tengelye körüli forgásra. Megkönnyíti a mozgást és szállítást járművekben, vagy a munkát gépekben használva. Ezt a gördülő mozgás teszi lehetővé, amely legyőzi kerék és a tengely közötti súrlódást. Leghétköznapibb példák találhatóak kerék használatára a szállítóeszközökben, vagy olyan forgó vagy forduló tárgyakban, mint a hajókormány vagy a lendkerék.

## Alkalmazási területei
- járművek kereke: autóé, kerékpáré, kötött pályás járműveké
- fogaskerék kialakítással nyomaték és szögsebesség átalakításra használható
- csiga (gép) olyan kerék, amelyet egy, a peremén körbefutó kötél segítségével forgathatunk.
- a lendkerék tehetetlensége folytán alkalmas energiatárolásra
- a giroszkóp nagy fordulatszámon forgatva adott pozíció megőrzésére megfelelő
- guruló távolságmérők
- elforduló hengerek, például úthenger, csavarorsó, vagy festőhenger
- korongok, melyek akár vágásra alkalmasak

A kerék kör alakú, tengely körüli forgásra képes test, mely lehet tömör vagy küllős. Mint alkatrész a jármű gördülését teszi lehetővé. A szó a magyar nyelvű forrásokban 1211-ben fordul először elő.

## Eredete és története

### Kezdetek
A tűzhasználat és az élelemtermelő életmódra történt áttérés után a kerék alkalmazása a harmadik forradalmi lépés az emberiség múltjában. A kocsival együtt áthidalhatóvá teszi a távolságot, megkönnyíti a szállítást, rendszeressé teszi a kereskedelmet, és fontos szerephez jut a harcászatban is. Feltalálása folyamatos és közös tett volt. Akkor támadt rá igény, amikor az újkőkori ember letelepedett, kapás földművelést folytatott, állatot nevelt és szüksége lett olyan alkalmatosságra, a kocsira, amellyel nagyobb távolságra súlyos terhet szállíthatott.
A kocsi őse a szán lehetett. A szánok a mocsaras síkságon hasznosabbak, és utak hiányában Kr. e. 800-ig a kocsit a hegyekben sem használhatták. A szekér tulajdonképpen kerekekre helyezett szán volt. A kerekes járműveket 5500 éve ismerik. Egy Kr. e. 3500 körüli, a sumer Uruk városából származó jeleneten kerekekkel is felszerelt szán látható. A Közel-keletről a Kr. e. 4. évezredből származnak a legkorábbi agyag kocsileletek és domborműves jelenetek is. Csaknem biztos azonban, hogy már előbb is alkalmazták a kereket. Előkerültek Kr. e. 3500 körülről lengyelországi kordémodellek és oroszországi valódi kordék is. 2002-ben a szlovéniai Ljubljanától 20 km-re előkerült egy fából készült kerék és annak tengelyének maradványa. A kerék átmérője 72 cm volt, a vizsgálatok a korát 5150 évre becsülték, ezzel a világon eddig előkerült legrégebbi keréknek számít a ljubljanai kerék.
A régészeti leletek alapján a Kárpát-medencében is már Kr. e. 3500 körül használták a kereket. 
Markus Vosteen szerint Mezopotámiában és a Kárpát-medencében egyidőben, Kr. e. 3500-ban alkották meg a kocsit, és e két centrumból terjedt el a kerék használata.
A kerék eredete így is bizonytalan.

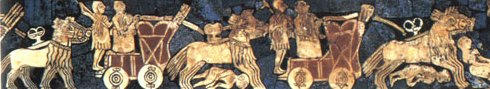
Uri szekerek

A kerék gondolata talán a görgőkként használt farönkökre vezethető vissza. Az ősember teherszállításra vastag fatörzset használt, amit egyik végénél maga után vonszolt. A rönk keresztbe fordulhatott, és az ember rájött a gördülés előnyére. A görgő szálfára csak rá kellett raknia a terhet. A görgőt ma is használják, ha súlyos terhet kell szállítani, de mégis hátránya, hogy a teher, miközben előrehalad, legurul a görgőkről. A görgők mozgását a teherhordó lapra erősített keresztgerendákkal korlátozták. Bár több ezzel versengő elmélet is ismert, a kocsi valószínűleg mégis a gördülő testből fejlődött ki.
A legrégibb ismert kerekek korong vagy más néven tömörkerekek voltak. Három faragott pallódarabból álltak, melyeket hosszirányú merevítők tartottak össze. Fűrész híján, kőbaltával ugyanis nem tudtak volna fatörzsekből kereket levágni. Ráadásul a karikák a sugárirányú repedések mentén hamar szétesnének. A fatörzseket hosszában hasították tehát el, így kaptak deszkákat. Ezekből lehetett kerekeket készíteni. Egyik legrégibb ábrázolása Ur áldozati lapján látható A szilva alakú középrészhez jobbról-balról a fogyó illetve növekvő holdsarlóhoz hasonlító oldalrészek csatlakoznak. A megvékonyított telekereket keresztkötésekkel erősítették meg. E több, két vagy három részből álló kerekek a legelterjedtebbek, bár az ilyen első kerekekből kevés maradt. A rövid utakat Mezopotámiában az ott még ma is használt tömör fakerekű kordékon tették meg.

## Európa
A Közel-kelet és Európa kerekei között alig néhány százéves a korkülönbség. Európába vezető útja során először a fekete-tengeri sztyeppén jelent meg, majd innen átkerült a Balkán-félszigetre, aztán a mediterrán Itáliába. A Dél-orosz-síkságon és Nyugat-Európában a műveltség sokkal elmaradottabb, s ez még feltűnőbbé teszi a kerék elterjedésének gyorsaságát. Mindkét helyen ismerték azonban a háziállatok másodlagos, az eleven húsraktáron túl az igavonásra való hasznosítását. A  szelídített vízibivaly, vagy a szarvasmarha ökröt ugyanolyan jól igába tudták fogni, mert az európai faluvilágban és Sumerben is jól tudták, hogy a félelmetes bika egy csekély sebészeti beavatkozás révén türelmes igavonó barommá szelídíthető. Az ökröt pedig könnyű befogni. Testi felépítése kínálja az egyszerű igát. Csak a faragás és a herélés technikájának kellett elterjednie, nem az egész közel-keleti kultúrának. A fa ügyes faragásához jól értettek az erdős Európában. Aztán a falusi európaiak a szekérrel együtt sokáig megmaradtak kezdetleges színvonalukon.
Kelet-Franciaországban, a lotaringiai Nancy mellett két Kr. e. 7-6. sz.-i szekérsírban találtak négy erősen oxidálódott, törött vaskereket és két kerékagyat. Két elhunyt hercegnőt a kerekekre fektettek ékszermelléklettel. Eddig jobbára férfiakat leltek a régészek fegyverekkel és ivóeszközökkel. Kínai, vietnámi és indiai leletek is bizonyítják a formák idővel dacoló továbbélését.
A legrégebbi európai kocsiminta a magyarországi Budakalász késő rézkori temetőjében, a négyszáz sír egyikéből került elő. Kisméretű kocsiszobor tömör kerékkel. A járművet valószínűleg marhák húzták. A késő bronzkortól a kora vaskorig 73 lelőhelyen találtak kocsikereket, ebből kilenc kocsimodell is volt. 1989-ben a Zala megyei Börzönce Temető dűlőjén egy szemétgödör bontásakor agyag kocsiminta töredékre akadtak a régészek. Elnagyoltan kidolgozott, kopott, négyszög alakú kocsiszekrény ez, melynek a legnagyobb mérete 5,4 cm. Három kocsikerék-maradvány is volt mellette. A mintául használt szekér sejthetően nehéz faszekér, tengellyel együtt forgó tömör fakerékkel. Utóbbira utal a kerekek kúpszerű kiképzése is. A nehézszekereket általában szarvasmarha húzta. A kerékkel együtt forgó tengely miatt mozgása nehézkes volt, de a szállítást megkönnyítette. A minta valószínűleg gyermekjátékként, és nem kultikus tárgyként szerepelt. A tömör kerekű kocsikat a 4. évezred végétől használták változatlan formában másfél évezreden át.

### Küllős kerekek

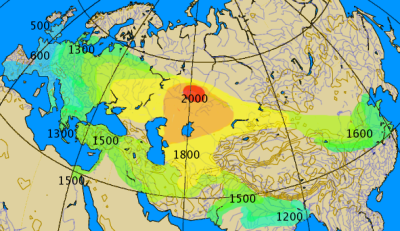
A küllős kerék elterjedése

A küllős kerék könnyű szerkezete lehetővé tette a gyorsabb, kisebb és kecsesebb közlekedési eszközök építését. A Kr. e. 3. évezredi Mezopotámiában harcok dúltak. Az ökörnél gyorsabb szamár befogásával nagy jövőjű harci eszköz tűnt fel. A sumereknek vadszamarak-húzta négykerekű harci kocsijaik is voltak. A következő ezer év harcászatát uraló lóvontatta, küllős kerekű harci kocsi Kr. e. 2000 körül jelent meg kisázsiai, szíriai harci szekereken. A küllős kerék teszi a lóvontatta kocsit ütőképes fegyverré. A bronzművesség fejlődése kitágította a famegmunkálás lehetőségeit. Elterjedtek a könnyű, de erős hat-, majd a nagyobb nyolcküllős kerekek. Az ezekkel készült kecses kétkerekű kocsikba is a nemrég elterjedt háziasított lovat fogták be.
A félelmetes fegyver a háború és a vadászat, valamint a rangjelzés eszközeként meghonosodott az Atlanti-óceántól Kínáig. A bronzkor Egyiptomtól a sztyeppéig a lóhúzta könnyű kocsiké, melyek túlélik a birodalmakat és a Kr. e. 1200 körüli válságot.
A vaskorban az újjáéledő Asszíria hódít kegyetlenül a tökéletesített harckocsival.
Később találták fel a zsírozott tengely körül forgó, vas kerékagy középsőrészt és az abroncsot. Ez eredetileg vasgyűrű volt, amit felhevítve a kerék köré helyeztek, s miután lehűlt és összezsugorodott, szorosan egybetartotta az alkatrészeket. Európában ezután egyre nő a jelentősége a szállításra használt kocsinak. A ráfos kerékkel egyszerűen lehet négykerekes szekeret készíteni, melyet egy-két ló is elhúz. A könnyűszekér lett a szállítás legfontosabb eszköze, sőt, mikor a középkor elején rájönnek a lófogatolás okosabb módjára (szügyhám), Európa együtt fejlődik az egyre tökéletesedő lovaskocsival. A következő nagy műszaki fordulatig, a gőzgépig a lóvontatta járművek maradtak használatban.

### Felhasználása a kézműiparban
A fazekaskorong vagy forgóasztal használata szintén Mezopotámiában fejlődött ki a kerékével egyidőben, Kr. e. 3500 tájára. Mezopotámiában Kr. e. 1500-ig a kerék csak mint kocsikerék, fazekaskorong és fonóalkalmatosság szerepel. Ekkor azonban már bevonul a mechanikába: részt vesz az erő technikai kihasználásában, és ezzel megkönnyíti a munkát. Csökkenthető lesz ugyanis általa a gördülési és csúszási súrlódás ellenhatása. Izomerőgépként alkalmaztak egy belül üregesen kialakított kereket. Ennek átmérője több méter volt, ezért külső felületén egy ember gyalogolt. Erről nevezik taposókeréknek. Az erőátvivő tengelykerékre ható csavaróerőt főként vízkiemelésre használták. A negyven évvel ezelőtti falusi búcsúkon is ezen az elven mozogtak még a körhinták, csak nem függőlegesen, hanem vízszintesen.

### Vízikerekek

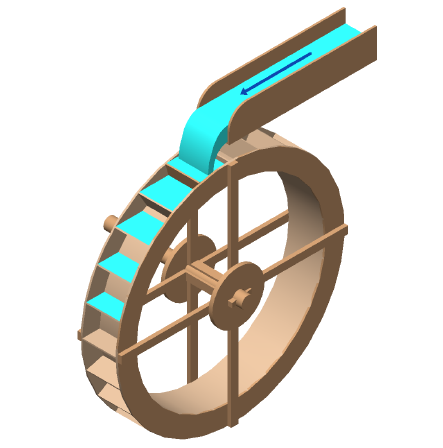
Felülcsapott vízkerék

Az első vízikerekekkel öntözéshez a mélyből magasba emelték a vizet. A vízszintes tengely körül forgó kereket, melynek szélére edényeket kötöztek, folyóvízzel vagy taposómalommal hajtották. Az alsó edények belemerültek a folyóvízbe és megteltek, majd mikor az edények a legmagasabb pontra értek, tartalmuk egy vályúba ömlött, ahonnan a földekre jutott. A Közel-kelet állandóan csapadékhiányos szegletében a környéket éltető vízfolyások mentén az évezredes kultúrák egyike alakult ki. Itt forogtak a leghatalmasabb fa merítőszerkezetek, hogy saját célra hasznosítsák a folyók erejét. Az első, bambusznádból összetákolt vízikerekek azonban Kínából erednek, több ezer évvel Kr. e. Egyiptomban az öntözőcsatornák vizét agyagvödrök láncolatával emelték ki. A Fajjúm-oázisban máig látható 200 vízikerék. Szakijének nevezik e páternoszter-szerű vízemelő szerkezeteket. Reneszánszuk a hellenizmusban és a római korban támadt. Kr. e. 263-ban Appius Claudius ökörjárgánnyal hajtott lapátkerekes hajókat épített. Ekkor említi először Philón a vízikereket, majd részletesen leírja Marcus Vitruvius Pollio, Augustus császár főépítésze. Vízimalmot a rómaiak építettek legkorábban.
A Pompeius által Kr. e. 64-ben kialakított Syria provinciában a római mérnökök újításai a vízvezetékek (aquaductusok). Ide vízkiemelő szerkezetek szállítják a folyóból a vizet. Az arab hódítók még nagyobbakat emeltek, az iszlám elterjedése a hamái vízikerekek kora. A szíriai Orontész folyóvölgy első osztályú látványosságai e fáradt óriások. A vízikerekek telemerítették a lapátjaikra szerelt agyagkorsókat az Orontész vizéből. A római hódítás korából származó harminc szerkezetből tizenhét áll, középkorban elnyert mai formájában. A nagyobbak emelet magasságúak. A leghatalmasabb 27 méter magas, 1300 körül épült cédrusfából, és a nagymecsetet látta el vízzel. Fekete színű, mert kátránnyal védik a víztől. Lapátjain ma kamaszok lifteznek fel, majd fejest ugranak a folyóba. A jellegzetesen alulcsapott vízikerekek már csak turistaélmények.
A Római Birodalom bukása után számos találmány több száz évre a feledés homályába merül vagy visszaszorul. A középkorban három energiaforrást használtak: állati, vízi és szélenergiát, melyeket a kerekek segítségével aknáztak ki. A vízikereket is sokáig csak malmok őrlőkerekeinek meghajtására használják. A malomkövek forgatásának másik módja a járgány volt. A kőhöz illesztett, függőleges tengelyre hosszú, vízszintes kart szereltek. A kart ló vagy más igásállat húzta vagy tolta. Malomköveket szélkerékkel is hajtottak. Később újra felfedezik, hogy a vízikerekek sok egyéb célra is alkalmazhatóak. Fűrészmalmokban fát, követ darabolnak, kallómalmokban a gyapjúszövetet tömörítik vele. A gőzgépekig főleg az áramló víz szolgáltatja az energiát. Nálunk a 13. században kezdenek a vízimalmok terjedni. Felhasználási körük bővül: a bányavárosokban kőzúzó, hegyvidéki erdőkben fűrésztelep hasznosítja a vízerőt a bütyköstengely közbeiktatásával. Mivel a kerékkel szabályozott forgómozgás hozható létre, a keréknek mint gépalkatrésznek kiemelkedő szerep jut az ipari forradalomban. A reformkorban Svájcból szerencsét próbálni hazánkba érkezett Ganz Ábrahám találmánya továbbfejlesztette a kéregöntésű (kemény) vasúti kereket (1856).

## Szimbolikája

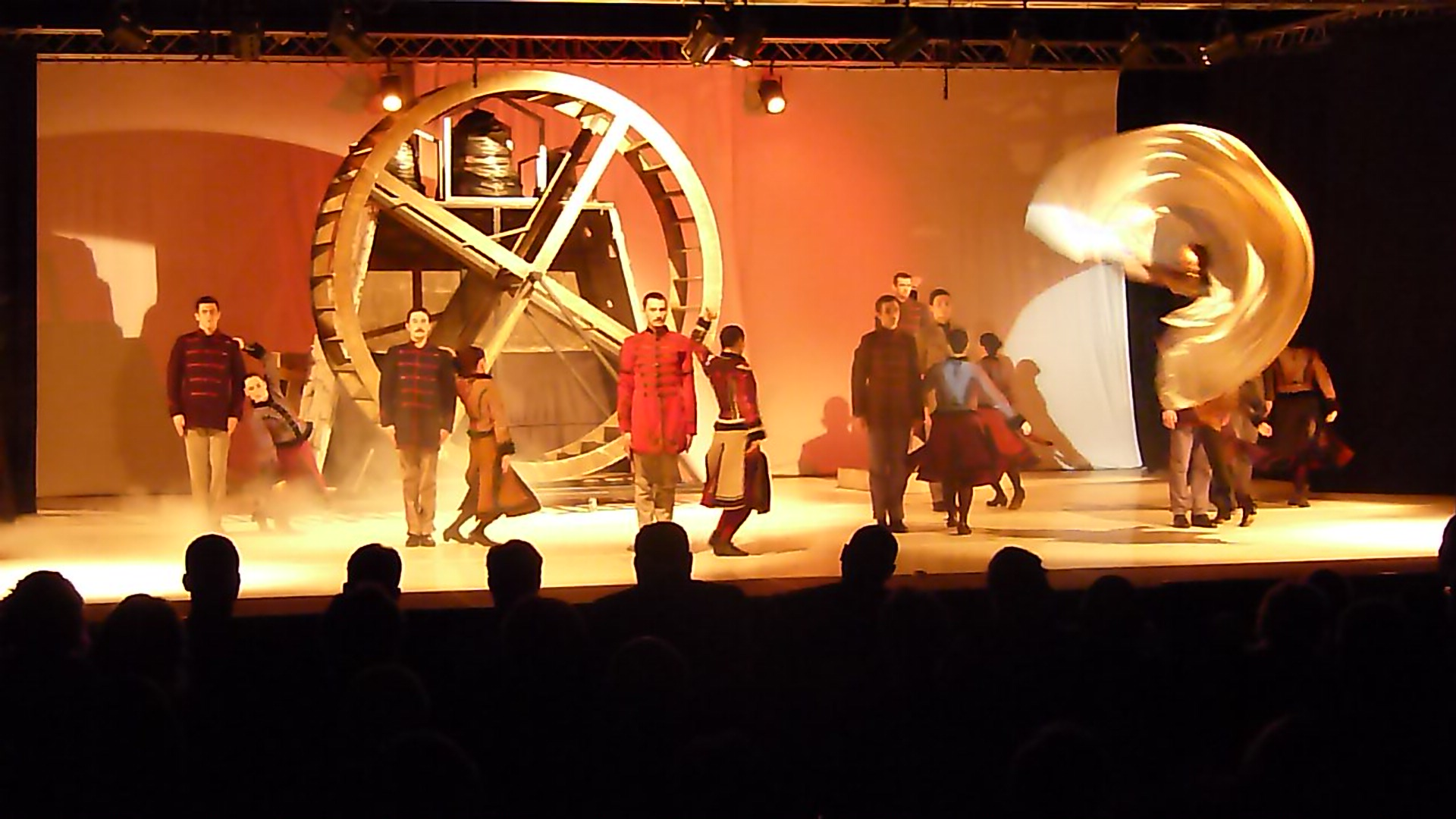
Gábor Áron - Háromszék Táncszínház

A kocsin lévő kerék az álomban Krúdy Gyula szerint változást jelent. Álomszimbólumként általában is a változás igényére és képességére utal. Pszichológiailag szemlélve, a járműkerék elveszítéséről álmodni az irány, végső soron a lelki egyensúly elhagyásával egyértelmű. Szellemi síkon a kerékálom az élet óraműszerkezetét és azt a magától értetődőséget jelenti, mellyel a sors mozgásának aláveti magát az álmodó.
A néphitben a kerék kör alakja azt sugallta, hogy a kerék részesül a tökéletességből. Kapcsolódik az időhöz is: bizonytalanságot, folytonos teremtést és elmúlást, az élet körforgását, az örök visszatérést szimbolizálja. A sors változékonyságát sugallja. A tömör kerék a holdat, a későbbi küllős a nap körpályáját jelzi. A kerék tengelye a nap, a küllők a napsugarak. A kerékagy a világegyetem közepe, a mozdulatlan mozgató. Az abroncs a kinyilatkoztatás, mely a kerékagyból sugárzással áramlik. Napfordulón népszokás a kerékgörgető varázslat. Ilyenkor a nap égi útjára, a világot jelentő kerékre (rota mundi) emlékeznek.
Indiában is kozmikus jelkép. Az Upanisadok szerint a kerékagy a világkerékben a teremtmények ura. A hindu szentély az istenek szekere, ezért a kónaraki templom oldalfalán 12 kerék látható, ahol a kerekeknek 12 küllője a napciklust is jelenti. A buddhizmusban a történelmi Buddha indítja be a Tan kerekét. A kerék a buddhizmus térhódítása idején, Asóka király oszlopain a vallás eszméire utal. A küllők a középpontban egyesülő lelki képességek. Az üres kerékagy az égi cselekedetek illeszkedési pontja. Uralkodó, aki nem részesedik az egyetemes változásból, belőle áramlanak ki a fény sugarai. A létezéskeréknek hat küllője van. (A létezési osztályok száma is ennyi.) A nyolcküllőjű kerék a Lótusz szirmait és az Út ösvényeit idézi fel.
Kínában a kerékagy az ég. A kerület a föld, a küllők a közvetítő ember. A megszabadulás a kerületből a centrumba - a lét középpontjába - való visszatéréssel lehetséges.
Mezopotámiában a kerék Istár isten öve. Babilonban a hold háza.
Az antikvitásban a versenylovak szerencsejegye a kerék. Ez Heliosra, a kocsihajtó napistenre, a versenylovak patrónusára utal. A napkerék Helios vagy Apollon napszekerét jelenti. A hatküllőjű kerék Zeusz/Jupiter égisten jele, némelyek szerint villámának megfelelője. A kerék a sorsistennők (Tükhé/Fortuna és Nemezisz) attribútuma is. Ixion kereke az állandó bűnhődés, a harci szekér kereke a fensőbbség, a szárnyas kerék a gyorsaság.
A Bibliában Dániel és Ezékiel próféta látomásaiban az égő kerék az isteni hatalom. A kerékben egy másik kerék forog szárnyas angyal-oroszlán-sas-bika lények tűnnek fel tüzes szemekkel borított kerekektől kísérve. Kerubok (szeráfok), magyarul angyalok láthatók szemekkel és szárnyakkal borított keréken a XIII. sz.-i aschaffenburgi miniatúrán. Forgó kocsikerék és tengely nyughatatlan balgaságot jelent. A hatküllőjű kerék Krisztus monogram. A keréknek aszkétikus értelme is van, ugyanis az a földről csak a szükségeset veszi fel. Teológiai értelemben a kerék a transzcendenciára való összpontosítást fejezi ki, mivel forgó kerületének legalsó részével érinti csak a földet. Alexandriai Szent Katalin és általában is a vértanúság jele, mert a diocletianusi keresztényüldözés áldozatait széttört vagy szögekkel kivert kerékkel kínozták.
A középkorban a forgó kerék a szerencse és az idő függvényében alakuló sorsváltozások, az emberélet jelképévé vált. A szerencsekerék Fortuna istennő attribútuma. Fortuna kereke korán átfedésbe került az “idő kereke, élet kereke” közhelyekkel. Életünk mulandó, vanitas (hiúság), melyen Fortuna kereke átgurul. Embléma is mutatja ezt: egy király a szerencse istennője által hajtott kerékre kapaszkodva, majd a tetején, aztán lecsúszva, végül a legalján jelenik meg. Esetleg feliratokkal is: regno (uralkodom) – regnavi (uralkodtam) – sum sine regno (nincs birodalmam) – regnabo (uralkodni fogok).
Emberalak helyett szamár kapaszkodik a szerencsekerékbe Petrarca egy művének illusztrációjában. Az állhatatlanság bűnének allegorikus alakja a keréken egyensúlyozza magát Giotto főmüvének egy gyengébbnek tartott képén. Az építészetben a székesegyházak kerékablaka is értelmezhető szerencsekerékként a rajta lebukó és felemelkedő alakok miatt, mint Beauvais-ben. Az újkorban továbbél.
Az alkímiában a bölcsek kövének előállításához szükséges idő jele. A kerék alatt az alkimista által fenntartott egyenletes tűz a “kerék tüze”. A tarot (tarokk) kártya X. lapja a szfinx uralta életkerék.
Csokonai: Halotti versek c. költeményfolyamában a kozmikus idő jele. Aranynál a végzet (Évek, ti még jövendő évek).

## Fordítás
- Ez a szócikk részben vagy egészben  a   Wheel című angol Wikipédia-szócikk fordításán alapul.  Az eredeti cikk szerkesztőit annak laptörténete sorolja fel. Ez a jelzés csupán a megfogalmazás eredetét és a szerzői jogokat jelzi, nem szolgál a cikkben szereplő információk forrásmegjelöléseként.